# 養老酒造
養老酒造（ようろうしゅぞう）は、山梨県山梨市にある日本酒醸造所。カフェ併設の珍しい酒蔵で、山梨県内では最も小規模。
蔵元ごはん&カフェ酒蔵櫂が併設されており、日本酒、酒粕料理などを堪能可能。

## ラインナップ
山梨県の養老酒造では、
- 金盃
- 567 - MIROKU
- 櫂
- 玉笹
- 六波[2][信頼性要検証]

の5つの日本酒に加えて、濁り酒などが季節に応じて販売される。